# De ringer, vi spiller
De ringer, vi spiller er et radioprogram, der blev sendt hver onsdag formiddag på P4 og før 1996 på P3.
Lytterne kunne ringe ind til studiet, hvor de snakkede med studieværten om løst og fast. Sidst i samtalen blev der ringet op til Frøken Klokken, og afhængigt af, om minuttallet er lige eller ulige, fik lytteren et let eller svært spørgsmål. Herefter fik lytteren opfyldt et musikønske, inden næste lytter kommer igennem.
Programmet blev startet i september 1968 af Jørn Hjorting, der var fast vært indtil 1996, hvor han forlod DR i protest mod, at programmet skulle flyttes fra P3 til P4. Siden har Keld Heick, Karsten Vogel, Jørgen de Mylius og Vagn Pilegaard på skift været vært. Programmet lukkede ved udgangen af 2006 efter 38 år i æteren.
I 2011 genoptog DR's digitale radiokanal P5 programmet med Peter Sten som vært. Programmet sendtes hver onsdag kl. 11.03-12.00 på P5.
Programmet blev nedlagt ved omlægningerne på P5 1. januar 2019.
Efter sin tid ved DR var Jørn Hjorting vært på et lignende program på Radio 2, og siden oktober 1998 har han været vært på tv-programmet Snak med Jørn Hjorting på dk4, der følger nogenlunde samme koncept.